# Biserica Sfântul Dumitru din Focșani
Biserica Sfântul Dumitru din Focșani este un monument istoric aflat pe teritoriul municipiului Focșani. În Repertoriul Arheologic Național, monumentul apare cu codul 174753.09.
Biserica „Sfântul Dumitru”, monument istoric a fost construita în secolul XVII de catre capitan Serdar Vicol. Biserica prezinta un plan treflat, zidaria este realizata din caramida cu mortar iar boltile in arce sunt din zidarie. Interiorul bisericii este reprezentat de o catapeteasma din zidarie pictata în tehnica fresco, de trei firide amplasate pe fatada principala unde sunt pictate chipuri ale sfintilor: Sfantul Dumitru, Sfantul Antonie, Isus Mântuitorul si de pisania amplasata în pronaos scrisa si realizata in tehnica fresco. Din punct de vedere arhitectural, aceasta biserica este realizata în stil brâncovenesc.